# Die weiße Hölle (1922)
Die weiße Hölle ist ein US-amerikanisches Stummfilmdrama aus dem Jahr 1922 von Dell Henderson. Der Film wurde von Pine Tree Pictures produziert und basiert auf einer Kurzgeschichte von James Oliver Curwood.

## Handlung

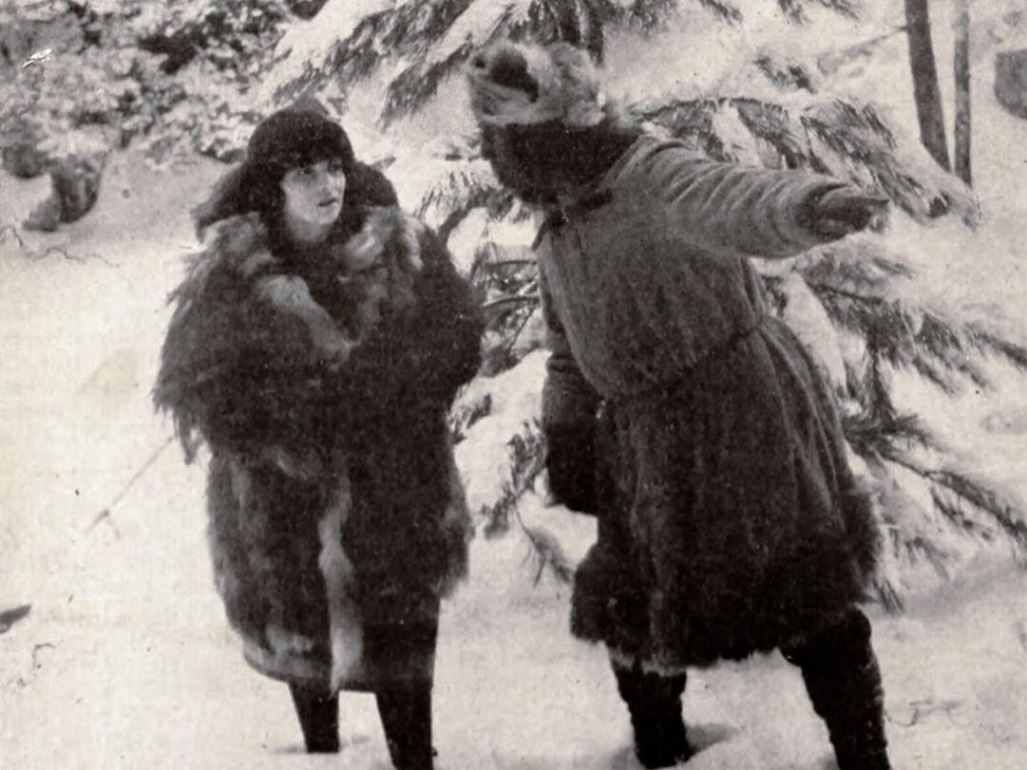
Szenenfoto mit Zeena Keefe

Die schöne junge Jeanne Marat lebt allein in der kanadischen Wildnis. Ihr einziger Besucher ist Bruce Cameron von der Royal Canadian Mounted Police, der starke Gefühle für die junge Frau hegt. Ihre aufkeimende Romanze wird durch die plötzliche Ankunft von Pierre, Jeannes lange vermisstem Bruder, unterbrochen. Pierre hat die Identität des Mannes entdeckt, der vor vielen Jahren seine und Jeannes Eltern getötet hat, nämlich Inspector Brandt, jetzt Bruces Vorgesetzter. Als Brandt ermordet wird, geraten die Geschwister unter Mordverdacht. Pierre gesteht das Verbrechen, um die Schwester zu schützen, von der er glaubt, dass sie die Tat aus Rache begangen hat. Doch Jeanne ist unschuldig, wie sich beim Geständnis des wahren Mörders herausstellt. Endlich kann sie Bruce, den sie liebt, heiraten.

## Veröffentlichung
Die Premiere des Films fand am 1. Mai 1922 statt. 1925 kam er in Österreich in die Kinos.